# Oskar von Rosthorn
Oskar Edler von Rosthorn (* 28. Jänner 1857 in Wien; † 19. April 1930 in Wiener Neustadt) war ein österreichischer Industrieller.

## Leben und Wirken
Oskar von Rosthorn führte ab 1875 den Betrieb seines Vaters Adolf von Rosthorn, in dem Messingknöpfe hergestellt wurden, in vierter Generation der Industriellenfamilie Rosthorn in Oed an der Piesting.
Von 1877 bis 1879 studierte er am Polytechnikum Karlsruhe das Bauingenieurwesen. Kurz arbeitete er an der Kaiser-Ferdinand-Nordbahn, bevor er an der Bergakademie Freiberg in Sachsen sich vor allem für Metallurgie interessierte. In Freiberg trat er 1881 dem freischlagenden Corps Vandalia bei (1919 mit dem Corps Montania Freiberg verschmolzen). Anschließend war er kurz als Chemiker in einer Silberscheideanstalt in Schwäbisch Gmünd tätig, ging aber 1882 wieder nach Oed, um den Vater zu unterstützen.
Anfang 1884 wechselte er allerdings schon wieder in die Witkowitzer Eisenwerke als Leiter der Kupferextraktion. 1885 bis 1887 war er als Leiter eines Metallwerks in Olbersdorf in Sachsen. Auf Empfehlung des Industriellen Kupelwieser kam er zu Felten & Guilleaume in das erst 1874 eröffnete Carlswerk in Mühlheim, wo er Fertigungsleiter der Drahtproduktion wurde. Durch seine durchgeführten Kostenreduktionen bei Bronzedrähten konnte das Werk zahlreiche Staatsaufträge erlangen. Im Jahr 1892 wechselte er in die Oberschlesische Eisenindustrie AG und führte in Gleiwitz die Produktion für Bronzedrähte ein.
1895 kehrte er allerdings wieder nach Oed zurück, um seinen Vater in seinem durch die veralteten Maschinen wirtschaftlich in Bedrängnis geratenen Betrieb zu helfen. Der Betrieb musste aber trotzdem im Jahr 1900 verkauft werden.

Sein Wunsch war es aber, im Piestingtal die Wasserkraft der Myrafälle zu nutzen und dort ein Wasserkraftwerk zu bauen. So findet man im Buch von E.Katzer:

„Schon um die Jahrhundertwende standen ihm die technischen Erfolge vor Augen. Das Piestingtal wollte er durch die genial durchschaute Trasse einer elektrischen Schnellbahn dem Herzen des Reiches näher bringen, Wasserkräfte und sie zur gegenseitigen Ergänzung zu verbinden, das war die andere seiner Ideen; das Leitungsmaterial zu verbessern war die dritte.“

Zur Realisierung des Kraftwerkes hatte er sich bereits 1898 die Vorkaufsrechte für die notwendigen Grundstücke gesichert. Mit dem erzeugten Strom wollte er die Gutensteinerbahn von Leobersdorf nach Gutenstein elektrifizieren. Verzögerungen gab es vorerst durch das Eisenbahnministerium und nach der erteilten Baubewilligung durch Proteste der Gemeinden, da sie einen Verlust des Fremdenverkehrs befürchteten, wenn die Myrafälle verbaut werden würden. Er bekam zwar 1902 die endgültige Bewilligung. Aber auch die Suche nach Stromabnehmern verzögerte die Abwicklung so lange, dass er in der Zwischenzeit sämtliche Rechte an die Immobilienbank abgeben musste und diese der eigentliche Erbauer des Myrawerkes wurde.
Das zweite Kraftwerk, das er mit der damals selbstständigen Gemeinde Wopfing in den Jahren 1906 bis 1908 errichtete, wurde das erste Kraftwerk im Piestingtal.
Während des Ersten Weltkrieges wandte er sich wieder den Legierungen zu. Er entwickelte ein besonders zinnarmes Lagermetall, das im Krieg sehr wichtig war. Im Jahr 1919 schloss er mit der Firma Stein, die sein ursprüngliches Werk kaufte, einen Produktionsvertrag über Bronzedrähte, die eine besonders hohe Leitfähigkeit aufwiesen, ab. Ein großer Kunde war die österreichische Postverwaltung.